# Guido di Nantes
Guido di Nantes (750 circa – prima dell'818) fu conte di Nantes e marchese delle marche di Bretagna da prima del 799 a prima dell'818.

## Biografia
Figlio di Lamberto e Teutberga, egli apparteneva alla dinastia dei Guidonidi, originari dell'Austrasia. Prima del 796, il conte Guido fece importanti donazioni a Fulrado di Saint Denis prima del 768. Egli, prima del 799, divenne prefetto (termine carolingio per indicare il marchese) delle marche della Bretagna e della contea di Nantes, mentre suo fratello Frodoaldo divenne suo subordinato a lui come conte di Vannes. Gli altri suoi fratelli furono Rodoaldo (Hrodoald) e Guarniero (Werner) († Aquisgrana, nell'814), margravio della marca orientale.
Egli successe ad Orlando nella marca di Bretagna dopo la battaglia di Roncisvalle, fatale a quest'ultimo, e prima del 799, anno in cui gli annali annotano recitano: «Guido, prefetto delle marche di Bretagna, che nello stesso anno aveva viaggiato in questa provincia con i conti suoi colleghi, vennero a presentare [a Carlo Magno] ad Aix-la-Chapelle, le armi dei capi bretoni che si erano arresi a lui e su ogni trofeo era inciso il nome del capo a cui appartenevano le armi». Venne stabilito che «la Bretagna allora sembrava completamente sottomessa».
Nonostante questo ottimismo ufficiale degli annalisti franchi, dieci anni dopo, il marchese Guido era probabilmente ancora a capo della spedizione dell'811 inviata da Carlo Magno «contro i Bretoni per punire la loro perfidia».
Guido morì prima dell'818 lasciando il figlio, il conte Lamberto I di Nantes, marchese della marca.

## Famiglia e figli
Guido ebbe due figli da una donna dal nome sconosciuto: 
- Guido II di Vannes, conte di Vannes (prima dell'814-831) e poi conte del Maine (831-834);
- Lamberto I di Nantes, conte di Nantes e prefetto della marca di Bretagna tra l'818 e l'831, in seguito duca di Spoleto dall'834 alla morte.